# انتقام فو مانچو
انتقام فو مانچو (انگلیسی: The Vengeance of Fu Manchu) یک فیلم بریتانیایی به کارگردانی جرمی سامرز است که در سال ۱۹۶۷ منتشر شد.

## بازیگران
- کریستوفر لی
- داگلاس ویلمر
- تسای چین
- هورست فرانک
- ولفگانگ کیلینگ
- ماریا رم
- پیتر کارستن